# It couldn't happen here
It Couldn't Happen Here (1988) är en film regisserad av Jack Bond . Filmen är en musikal där Pet Shop Boys medverkar, och musiken till filmen är gjord av dem. Den var egentligen tänkt som en timme lång film, men den utvecklades till en långfilm. Ett utdrag av medverkande är Neil Tennant, Chris Lowe, Barbara Windsor, Joss Ackland, Neil Dickson och Gareth Hunt.